# Campionati svedesi di sci alpino 1973
Ai Campionati svedesi di sci alpino 1973 furono assegnati i titoli di discesa libera, slalom gigante e slalom speciale, sia maschili sia femminili.

## Risultati
| Specialità      | Uomini           | Donne             |
| --------------- | ---------------- | ----------------- |
| Discesa libera  | Manni Thofte     | Ingegerd Fränberg |
| Slalom gigante  | Anders Hansson   | Lena Sollander    |
| Slalom speciale | Stefan Sollander | Lillian Nilsson   |